# Brödgran
Brödgran (Araucaria araucana), även kallat apträd eller apskräck, är ett barrträd som i sin naturliga miljö kan bli nästan 50 meter högt. Trädet växer naturligt i södra Chile och avgränsade delar av Argentina. Barren är tjocka och fjällika. Kottarna är klotrunda med en diameter på 10 till 20 cm. Fröna är ätliga och påminner till utseendet om små kokosnötter och är 2 till 4 cm långa. Växten är oftast tvåbyggare, men kan ibland ha han- och honplantor på samma individ.

## Utbredning, användning
Tidigare var brödgran ett viktigt timmerträd och de stora näringsrika fröna har varit en viktig födokälla för Mapuchefolket.
I dag är trädet utrotningshotat och fridlyst i Chile. Fröna från trädet som är ätliga plockas och tillagas på olika sätt. I bland annat Skottland undersöker man möjligheterna att odla trädet för dess ätliga frön som skulle kunna bli en ny matresurs i en annars karg och obördig miljö.[källa behövs]
Trädet är härdigt i de mildaste delarna av Sverige, till exempel på Gotland och på Västkusten.

## Olika namn
Andra namn är 'pehuén' som för mapuchefolket är ett heligt träd, där man använder barren och trädet för olika ändamål. Ett annat namn på trädet är apskräck. Det engelska namnet monkey-puzzle tree började användas på 1800-talet efter att en engelsman visade upp det då mycket ovanliga trädet för några vänner, och en av dem kommenterade att de vassa barren säkert är avskräckande för apor. Namnet är dock något oegentligt eftersom trädet inte växer i områden där apor lever.